# Nymphonia
Nymphonia é um gênero de mariposa pertencente à família Acrolepiidae.